# Anyil autèntic
Anyil autèntic (Indigofera tinctoria) és un arbust del gènere dels Indigofera. La planta va ser una de les fonts originals del color indi. El lloc d'on és nativa és desconegut, ja que s'ha cultivat durant molts segles. S'ha naturalitzat a l'Àsia tropical i temperada i també a parts d'Àfrica. Actualment la majoria dels tints i colorants són sintètics però el tint natural indigo d'I. tinctoria encara es comercialitza.

## Descripció
L'anyil autèntic és un arbust de dos metres d'alt. Pot ser cultivat com planta anual, bianual o perenne segons el clima on creix. Les fulles són compostes pinnades i les flors són roses o violes.
El tint s'obté processant les fulles de la planta. Es deixen en remull en l'aigua i es fan fermentar per tal de convertir el glucòsid anomenat indican que té en el tint blau indigotina. El precipitat obtingut de la fermentació de les fulles es mescla amb una base forta com hidròxid de sodi i se'n fa una pols. Aquesta pols es mescla amb diverses substàncies per produir tons diferents de blau i porpra.
S'hi poden trobar els rotenoides deguelina, dehidrodeguelina, rotenol, rotenona, tefrosina isumatrol.